# 华扬联众
华扬联众（上交所：603825）是中国大陆的多媒体广告和制作公司，总部设于北京市东城区，除了在中国大陆的多个城市及香港开设分公司外，华扬联众亦在英国伦敦的碎片大厦和美国加州圣莫尼卡设有分公司，其属下的北京华扬创想广告有限公司也于韩国开设办公室。其属下的旗帜传媒是纪录片人生一串等影视作品的制作方之一。

## 属下公司
- 北京旗帜创想科技发展有限公司
- 北京华扬创想广告有限公司
  - 北京华扬创想广告有限公司韩国分社
- 北京派择网络科技有限公司
- 北京捷报指向科技有限公司
- 旗帜（上海）数字传媒有限公司
- 上海数行营销策划有限公司